# Oki Daitō
'Okidaitō (沖大東島 Okidaitō-jima), Hán Việt: Trùng Đại Đông đảo, có thể viết là Oki Daitō hay Oki-Daitō, trước từng được gọi là Đảo Rasa (ラサ島 Rasa-tō), là một đảo không người sinh sống thuộc Quần đảo Daitō ở phía đông nam Okinawa, Nhật Bản. Đảo thuộc chủ quyền của Nhật Bản từ năm 1900.

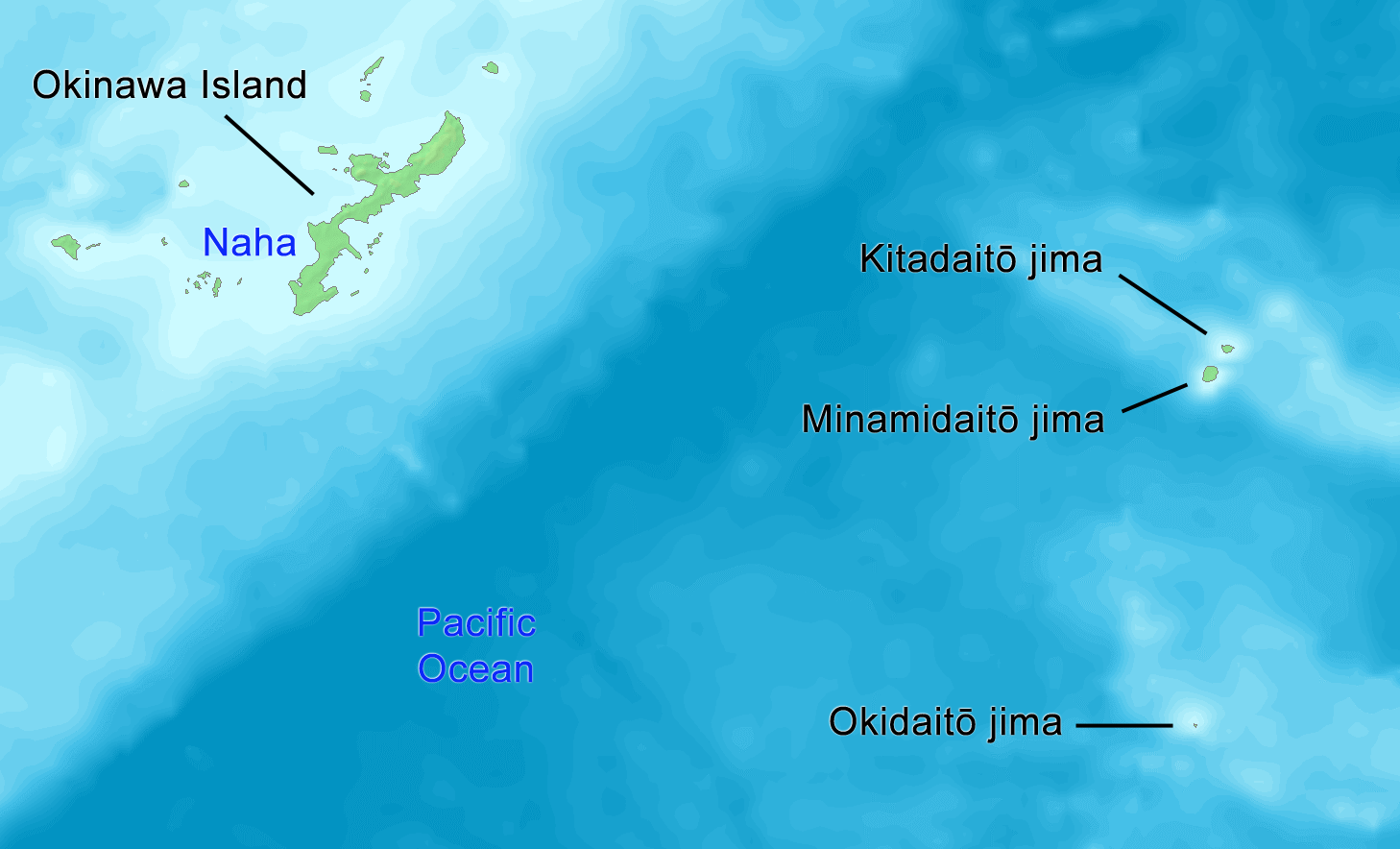
Bản đồ Quần đảo Daitō

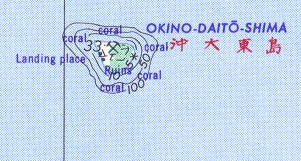
Bản đồ Oki-Daitō

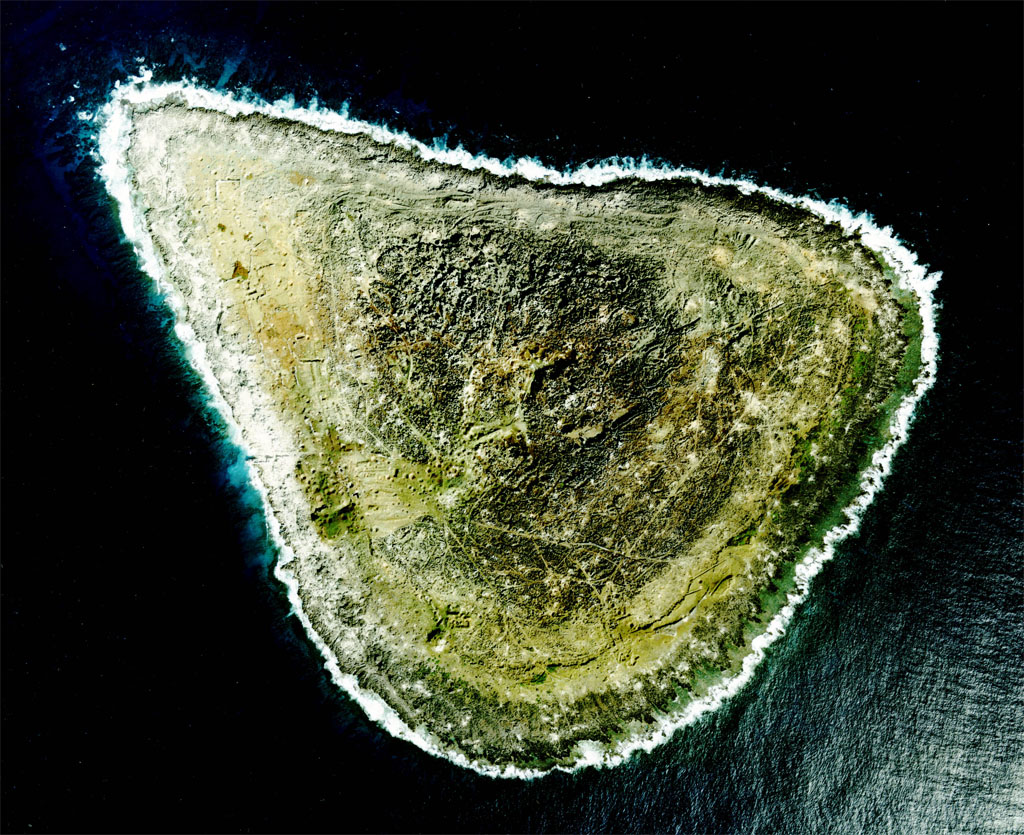
Không ảnh đảo Oki-Daitō

Hòn đảo này nơi khai thác quặng phosphat trong một thời gian dài suốt thế kỷ 20. Đảo Rasa Công ty quặng Phosphat Đảo Rasa, nay là Tập đoàn công nghiệp Rasa, đã được lập ra cho mục đích này vào năm 1911. Hòn đảo này có được không có người ở từ năm 1945. Từ năm 1956, hòn đảo này đã được Hải quân Hoa Kỳ sử dụng làm nơi tập bắn và hiện không có bất kỳ cây cối nào trên đảo.